# 蔣棻
蔣棻（1605年—1664年），字畹仙，號南陔，直隸蘇州府常熟縣（今屬蘇州市）人，明末政治人物、詩人。

## 生平
萬曆三十八年（1610年）生。崇禎三年（1630年）庚午科應天鄉試第二名舉人，崇禎十年（1637年）中式丁丑科第三甲第六十三名進士。授廣東南海縣知縣，催科賦稅有法，奸猾官吏不得侵貪圖利；審訊囚犯時嚴懲誣供以及匿名陳述者；捕治以邪法異說煽惑民眾的熊順吾，使叛變不致蔓延。
在職於廣東南海縣知縣時逢丁憂。服喪期滿後闕補福建建安知縣。當時多盜匪警報，蔣棻疏濬護城河、施行保甲、招募鄉勇，得到可用之兵數百人，如同一方軍鎮，「弭盜鋤奸，豪猾屛跡」，福建巡撫張肯堂舉薦蔣棻為廉幹第一。
後升禮部主事，尚未赴任而明朝廷覆亡，清兵入關之後隱居杜門著書。卒年六十。邱炫煜考証其卒於康熙三年（1664年）。

## 親友
曾祖蔣钥，祖蒋应春，父蔣名世，庠生、乡饮宾。有子蔣伊。孫蔣陳錫、蔣廷錫。
为毛晋好友，与张溥、陈继儒、吴伟业、钱谦益、陈子龙等人过从甚密，積極參與復社活動。

## 著作
- 批校《新刻臨川王介甫先生詩文集》
- 《南陔詩稿》十二卷
- 《明史紀事》